# فرانك غارسيا (لاعب كرة قدم أمريكية)
فرانك غارسيا (بالإنجليزية: Frank Garcia)‏ هو لاعب كرة قدم أمريكية أمريكي، ولد في 28 يناير 1972 في فينيكس في الولايات المتحدة.